# 菲斯利斯
菲斯利斯（法語：Fislis，法語發音：[fislis]）是法国上莱茵省的一个市镇，属于阿尔特基什区。

## 地理
菲斯利斯（47°30'16"N, 7°22'54"E）面积7.53 平方千米，位于法国大東部大區上莱茵省，该省份为法国东部内陆省份，是阿尔萨斯的一部分，今与下莱茵省组成了阿尔萨斯欧洲集体，其北临下莱茵省，西接孚日省，西南接贝尔福地区省，东侧沿莱茵河与德国相望，南与瑞士接壤。
与菲斯利斯接壤的市镇（或旧市镇、城区）包括：米埃斯帕克、米埃斯帕克莱奥、奥尔坦格、布克斯维莱尔、林斯多夫、韦伦楚斯。

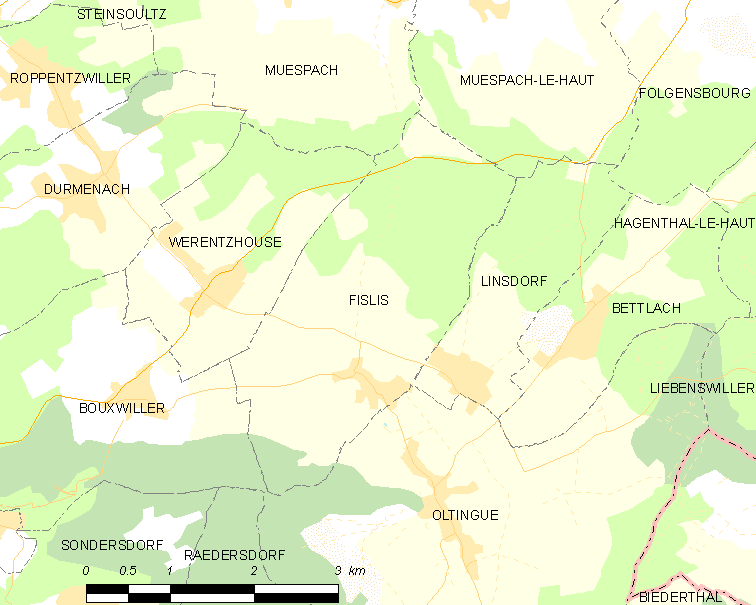
菲斯利斯的OSM定位图

菲斯利斯的时区为UTC+01:00、UTC+02:00（夏令时）。

## 行政
菲斯利斯的邮政编码为68480，INSEE市镇编码为68092。

## 政治
菲斯利斯所属的省级选区为阿尔特基什县。

## 人口

1962-2008年间菲斯利斯人口变化图示

菲斯利斯于2022年1月1日时的人口数量为387人。